# Mysidioides jacobsoni
Mysidioides jacobsoni är en insektsart som först beskrevs av Melichar 1914.  Mysidioides jacobsoni ingår i släktet Mysidioides och familjen Derbidae. Inga underarter finns listade i Catalogue of Life.